# Elizabeth Omoregie
Elizabeth Omoregie (geboren am 29. Dezember 1996 in Athen) ist eine slowenische Handballspielerin.

## Vereinskarriere
Omoregie wurde in Athen geboren und wuchs dort als Tochter eines nigerianischen Vaters und einer bulgarischen Mutter auf. Ihre Mutter war auch Handballspielerin. Sie lernte das Handballspiel ab dem Alter von acht Jahren in Plewen (Bulgarien), wo ihre Familie im frühen Kindesalter hinzog. Ihr Debüt im Seniorinnen-Handball gab Omoregie im Jahr 2011 beim Verein HC Șugar Plewen aus ihrer Heimatstadt.
Im Alter von 17 Jahren wechselte sie 2014 in die slowenische Hauptstadt Ljubljana zu RK Krim. Mit RK Krim wurde die auf der Spielposition Rückraum Mitte (teils auch linker Rückraum) eingesetzte Omoregie in den Jahren 2015, 2017 und 2018 slowenischer Meister, gewann in den Jahren 2015, 2016, 2017 und 2018 den Pokal sowie in den Jahren 2015, 2016 und 2017 den slowenischen Supercup-Wettbewerb. Von Ljubljana wechselte sie zur Spielzeit 2018/2019 nach Rumänien zu CSM Bukarest. Mit CSM Bukarest gewann sie im Jahr 2021, 2023, 2024 und 2025 die nationale Meisterschaft und in den Jahren 2019, 2022, 2023, 2024 und 2025 den Pokal sowie im Jahr 2022 den rumänischen Supercup.
Mit den Teams aus Ljubljana und Bukarest nahm sie an europäischen Vereinswettbewerben teil.

## Auswahlmannschaften
Für die slowenische Nationalmannschaft lief sie bei der Europameisterschaft 2020 auf, ihr erstes großes Turnier für Slowenien. Auch bei der Europameisterschaft 2022 spielte Omoregie mit. Bei den Olympischen Sommerspielen 2024 erzielte sie 21 Treffer für die slowenische Auswahl.

## Privates
Omoregies Eltern stammen aus Bulgarien und Nigeria. Bevor Omoregie eingeschult wurde, zog die Familie von Athen nach Bulgarien um. Sie hat seit 2017 die slowenische Staatsbürgerschaft.